# まるごとワイドとっとり
まるごとワイドとっとり（まるごとわいどとっとり）は、NHK鳥取放送局で平日夕方に鳥取県向けに放送されていた地域情報番組。

## 番組概要
前身の「とっとりまるごとテレビ」の後を受け、2004年3月29日に放送開始。開始当初は平日の17:10 - 18:59の放送だったが、2006年4月3日からは、NHK広島放送局を拠点とした中国地方5県のネット番組「情報いちばん!」が開始したため、平日の17:30 - 18:59からに放送時間が変更。「ゆうどきネットワーク」ネット開始に伴い、2007年3月30日に終了した。
5時台は、料理などの生活情報や、文芸・音楽などのエンターテイメント情報が中心。6時台は、その日に鳥取県内で起きたニュースを詳しく報道したほか、ニュース特集などもあった。

## 出演者
- 2004年度 5時台 高氏敦・藤村恵理 6時台 塩澤大輔・五十嵐裕美
- 2005年度 5時台 高氏敦・藤村恵理 6時台 塩澤大輔・石田優子
- 2006年度 5時台・6時台 高氏敦・濵井丈栄・荒木蘭

## 番組コーナー
5時台
- 月曜日 まるごとクッキング
- 火曜日 めざせ!くらしの達人
- 水曜日 体操しまショ・俳句コーナー
- 木曜日 とっとりエンターテインメント情報
- 金曜日 おでかけ中継・CATVだより

6時台
- 月曜日 ふるさとHOTライン・まるごとトーク
- 火曜日 ニュース特集・カメラアングル・ふるさとHOTライン・さんいんトゥデイ
- 水曜日 ニュース特集・因伯昔話・ふるさとHOTライン・ズームインこの人
- 木曜日 因伯なびげーしょん・ビデオだより・まるごとスポーツ
- 金曜日 ふるさと映像スケッチ・ふるさと伝言板・ミニ中継・NHKの窓

## NHK鳥取放送局・平日夕方の地域情報番組の変遷
- 19:23 - 19:30（ - 1976.3）
- とっとり640 18:40 - 19:00（1976.4 - 1982.3）
- とっとり630 18:30 - 19:00（1982.4 - 1988.3）
- イブニングネットワークとっとり 18:00 - 18:59など（1988.4 - 1997.3）
- とっとり情報スタジオ610 18:10 - 18:59（1997.4 - 1998.3）
- とっとりまるごと600 18:00 - 18:59（1998.4 - 2000.3）
- とっとりまるごとテレビ 17:05 - 18:59（2000.4 - 2004.3）
- まるごとワイドとっとり 17:10 - 18:59など（2004.4 - 2007.3）
- いちおしNEWSとっとり 18:10 - 18:59（2007.4 - 2018.3）
- いろ★ドリ 18:10 - 18:59（2018.4 - ）

| NHK鳥取 平日18時台のローカルニュース | NHK鳥取 平日18時台のローカルニュース | NHK鳥取 平日18時台のローカルニュース |
| 前番組                               | 番組名                               | 次番組                               |
| ------------------------------------ | ------------------------------------ | ------------------------------------ |
| とっとりまるごとテレビ               | まるごとワイドとっとり               | いちおしNEWSとっとり                 |